# John Manuel Monteiro
John Manuel Monteiro (St. Paul, 1956 — São Paulo, 27 de março de 2013) foi um historiador norte-americano radicado no Brasil. Foi um dos primeiros historiadores com especialização em história indígena no país.

## Carreira
John Monteiro fez seu doutoramento pela Universidade de Chicago, e lecionou inicialmente na Universidade da Carolina do Norte. No Brasil, lecionou pela Universidade Estadual de Campinas, aonde foi o diretor do Instituto de Filosofia e Ciências Humanas. Foi também professor convidado da École des hautes études en sciences sociales.

## Obras
Algumas das obras do historiador e pesquisador John Manuel Monteiro, são: 
| Ano da publicação | Título                                                                           | Editora              | Cidade    | Autores/Coodernação e Organizadores |
| 1992              | História dos Índios no Brasil                                                    | Companhia das Letras | São Paulo | Carneiro da Cunha                   |
| 1994              | Negros da Terra: Índios e Bandeirantes nas Origens de São Paulo                  | Companhia das Letras | São Paulo |                                     |
| 1994              | Guia de Fontes para a História Indígena e do Indigenismo em Arquivos Brasileiros | Acervos das Capitais | São Paulo |                                     |
| 1996              | Raízes da América Latina                                                         | Edusp                | São Paulo | Francisca L. Nogueira de Azevedo    |